# Garret Kusch
Garret Andrew Kusch (né le 26 septembre 1973 à Richmond en Colombie-Britannique) est un joueur de soccer international canadien, qui évoluait au poste d'attaquant.

## Biographie

### Carrière en sélection
Avec l'équipe du Canada, il dispute 21 matchs (pour un but inscrit) entre 1997 et 2001. Il figure notamment dans le groupe des sélectionnés lors de la Gold Cup de 2000.
Il participe également à la Coupe des confédérations de 2001 avec la sélection canadienne. Lors de cette compétition il joue un match contre le Cameroun.

## Palmarès
Canada
- Gold Cup (1) :
  - Vainqueur : 2000.